# Попгруєво
Попгру́єво (болг. Попгруево) — село в Добрицькій області Болгарії. Входить до складу общини Тервел.

## Населення
За даними перепису населення 2011 року у селі проживали 617 осіб.
Національний склад населення села:
| Національність   | Кількість осіб | Відсоток |
| ---------------- | -------------- | -------- |
| турки            | 463            | 77,3%    |
| цигани           | 131            | 21,9%    |
| болгари          | 5              | 0,8%     |
| інша             | 0              | 0%       |
| не визначились   | 0              | 0%       |
| Всього відповіли | 599            |          |

Розподіл населення за віком у 2011 році:
Динаміка населення: